# Henry Winkler
Henry Franklin Winkler (New York, 30 oktober 1945) is een Amerikaanse acteur, regisseur, producer, schrijver, het meest bekend van zijn rol als Arthur Fonzarelli (The Fonz of Fonzie) in de televisieserie Happy Days. Daarvoor kreeg hij in 1977 en 1978 een Golden Globe. Zijn eerste Primetime Emmy Award won hij in 2018 voor zijn rol in de serie Barry.

## Filmografie
- Crazy Joe (1974)
- The Lords of Flatbush (1974)
- Happy Days (tv-serie, 1974-1984)
- Katherine, ook wel The Radical (1975)
- Heroes (1977)
- The One and Only (1978)
- An American Christmas Carol (1979)
- Sesame Street (tv-serie, 1979-1983)
- Night Shift (1982)
- A Child Is Missing (1995)
- Scream (1996)
- Ground Control (1998)
- The Waterboy (1998)
- Ugly Naked People (1999)
- Elevator Seeking (1999)
- P.U.N.K.S. (1999)
- Dill Scallion (1999)
- The Simpsons (tv-serie, 1999, stemrol)
- Little Nicky (2000)
- Down to You (2000)
- I Shaved My Legs for This (2001)
- Holes (2003)
- Arrested Development (tv-serie, 2003-2006)
- Fronterz (2004)
- Berkeley (2005)
- The Kid & I (2005)
- The King of Central Park (2006)
- Unbeatable Harold (2006)
- Click (2006)
- A Plumm Summer (2007)
- You Don't Mess with the Zohan (2008)
- The Most Wonderful Time of the Year (2008)
- Merry Christmas, Drake & Josh (2008)
- Sit Down, Shut Up (tv-serie, 2009)
- Royal Pains (tv-serie, 2010-2016)
- Here Comes the Boom (2012)
- Hank Zipzer (tv-serie, 2014-2016)
- All Hail King Julien (tv-serie, 2014-2016)
- SpongeBob SquarePants (tv-serie, 2019, stemrol)
- Barry (tv-serie, 2018-2023)
- Guardians of the Galaxy (tv-serie, 2019)
- Scoob! (2020, stemrol)
- Pink Skies Ahead (2020)
- DuckTales (tv-serie, 2021, stemrol)
- The French Dispatch (2021)
- Monsters at Work (tv-serie, 2021-2024, stemrol)
- Scream (2022, stemrol)
- Black Adam (2022, cameo)